# Scartelaos gigas
Scartelaos gigas es una especie de peces de la familia de los Gobiidae en el orden de los Perciformes.

## Morfología
Los machos pueden llegar a alcanzar los 17,2 cm de longitud total.

## Hábitat
Es un pez de Mar y, de clima subtropical y demersal. 
Se encuentra en la China, Corea y Taiwán. 

## Observaciones
Es inofensivo para los humanos. 